# Сопот (Польша)
Со́пот (пол. Sopot, кашуб. Sopòt, нем. Zoppotо файле) — город и морской курорт на севере Польши, в Поморском воеводстве, на Балтийском побережье. Население Сопота — 32 962 (2021). Расположен на Гданьском заливе между Гданьском и Гдыней, образуя вместе с ними агломерацию Труймясто (Тройной город), которая фактически является единым городом с общим населением примерно от 750 тыс. до миллиона человек (в зависимости от того, как проводить границы).

## История
Территория была заселена славянскими племенами с VII века. В Средние века здесь была деревня. Позже появились загородные дома зажиточных жителей Гданьска. С 1772 по 1919 год в составе Пруссии (с 1871 в составе Германской империи). В 1894 году в городе начала выпускаться газета «Zoppoter Zeitung». В 1910 году население города составляло 15 015 человек. С 1920 года в составе Вольного города Данцига. С 1939 года снова в Германии, с 1945 года в составе Польши.

### Вторая мировая война
1 сентября 1939 г. немцы уничтожают польско-данцигскую границу в районе Сопота.

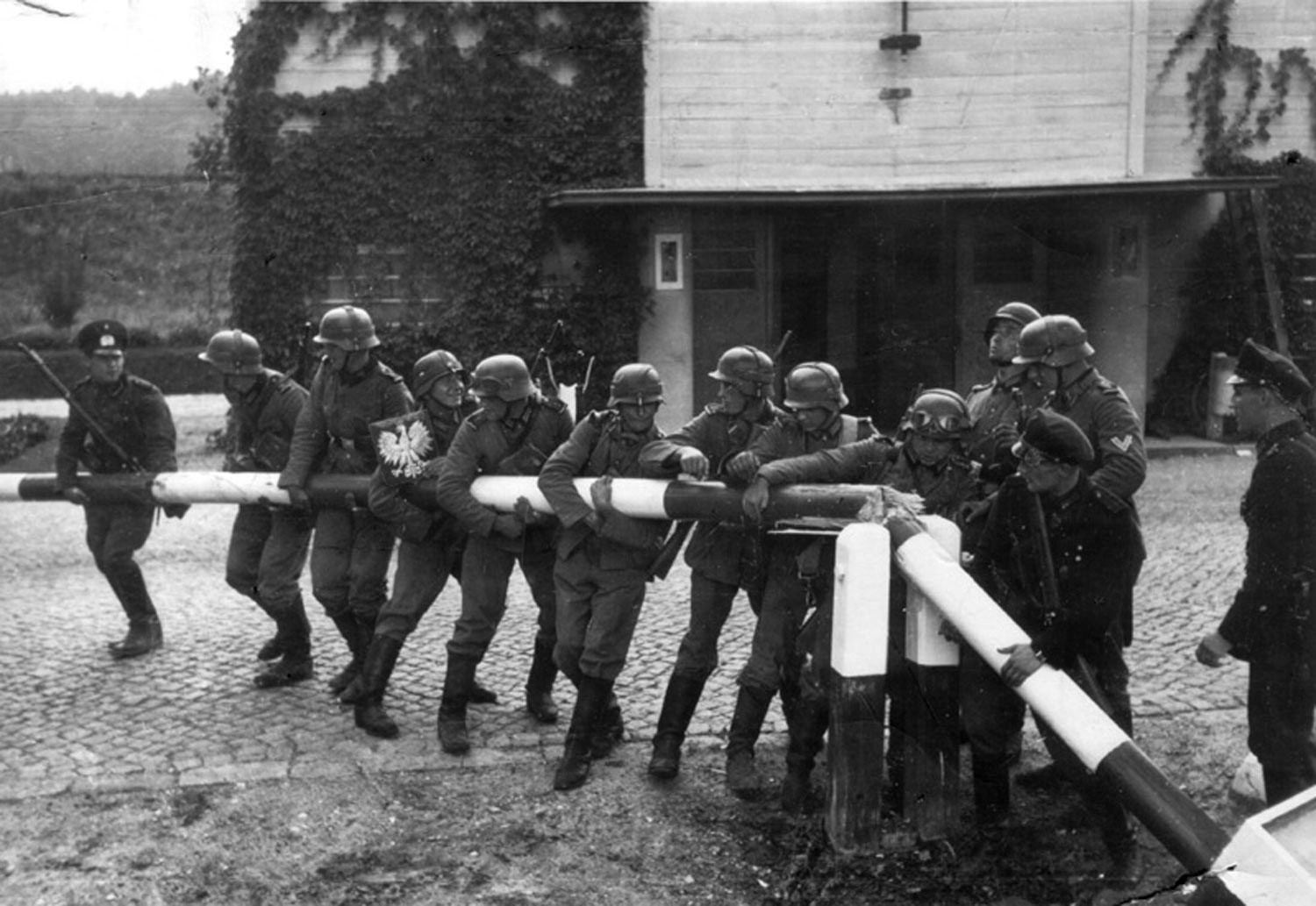
1 сентября 1939 г. Немцы уничтожают польско-данцигскую границу в районе Сопота

## Достопримечательности
В Сопоте расположен самый длинный в Европе деревянный морской мол (пол. Molo). Его длина — 511,5 метра.
Также Сопот знаменит своей пешеходной улицей и «Кривым домиком» (пол. Krzywy Domek).

## Транспорт
Сопот не имеет собственного муниципального транспорта, автобусы здесь эксплуатируются муниципальными транспортными компаниями Гданьска и Гдыни. В Сопот заходит один маршрут гдыньского троллейбуса.
Сопот с другими городами Труймяста связывают также поезда скоростной городской железной дороги (Szybka Kolej Miejska). Эта система занимает промежуточное положение между электричкой и метро (аналогично немецкому S-Bahn).

## Международные мероприятия
Сопот — место проведения международного песенного фестиваля, одного из крупнейших в Европе. В 1970—1980-е годы он собирал в основном исполнителей из социалистических стран.
В марте 2014 г. в Сопоте состоялся чемпионат мира по лёгкой атлетике в помещении 2014.

## Известные уроженцы и жители
- Элизабет Лемке (1849—1925) — немецкий историк, фольклорист, писательница, поэтесса.
- Антон Плениковски (1899—1971) — немецкий коммунистический политик.
- Я́цек Тыли́цки (род. 1951) — польский мультимедийный художник, проживающий в США.
- Кла́ус Ки́нски (1926—1991) — немецкий актёр театра и кино.
- Фри́дрих Гео́рг «Фриц» Хо́утерманс (1903—1966) — немецкий физик-ядерщик.

## Города-побратимы
- Ашкелон (с 1993 года)
- Франкенталь (с 1991 года)
- Карлсхамн (с 1990 года)
- Нествед (с 1990 года)
- Лейк-Уэрт-Бич[7]
- Ратцебург (с 1994 года)
- Саутенд-он-Си (с 1999 года)
- Закопане (с 1993 года)
- Мястко (с 2006 года)

В 2022 году Сопот объявил о прекращении сотрудничества с Петергофом в связи с вторжением России на Украину.

## Галерея

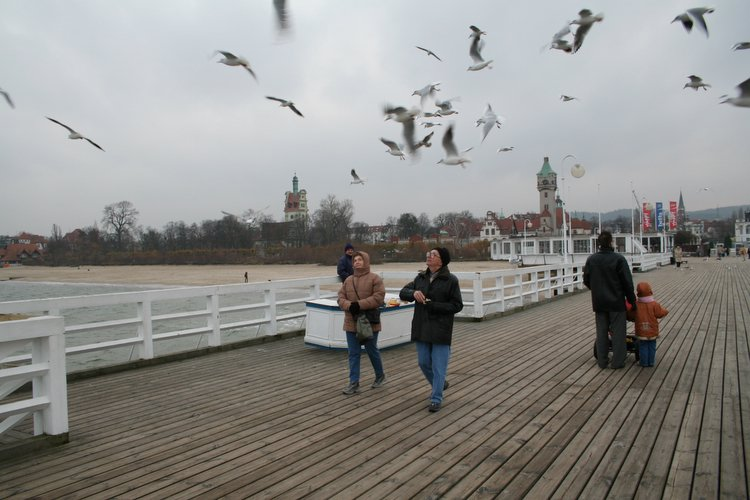
Сопотский Мол
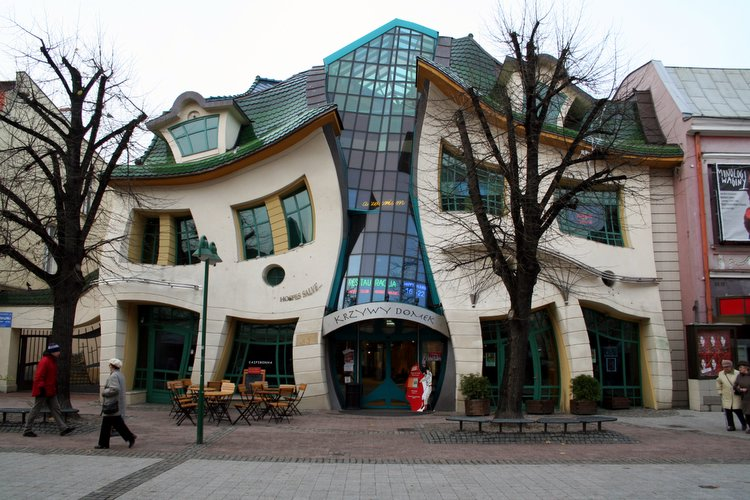
«Кривой домик»
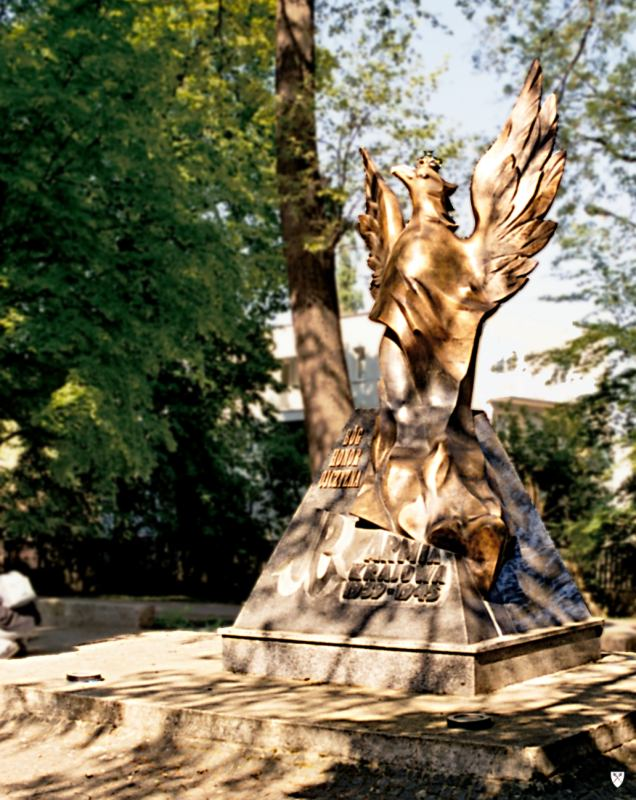
Памятник Армии крайовой
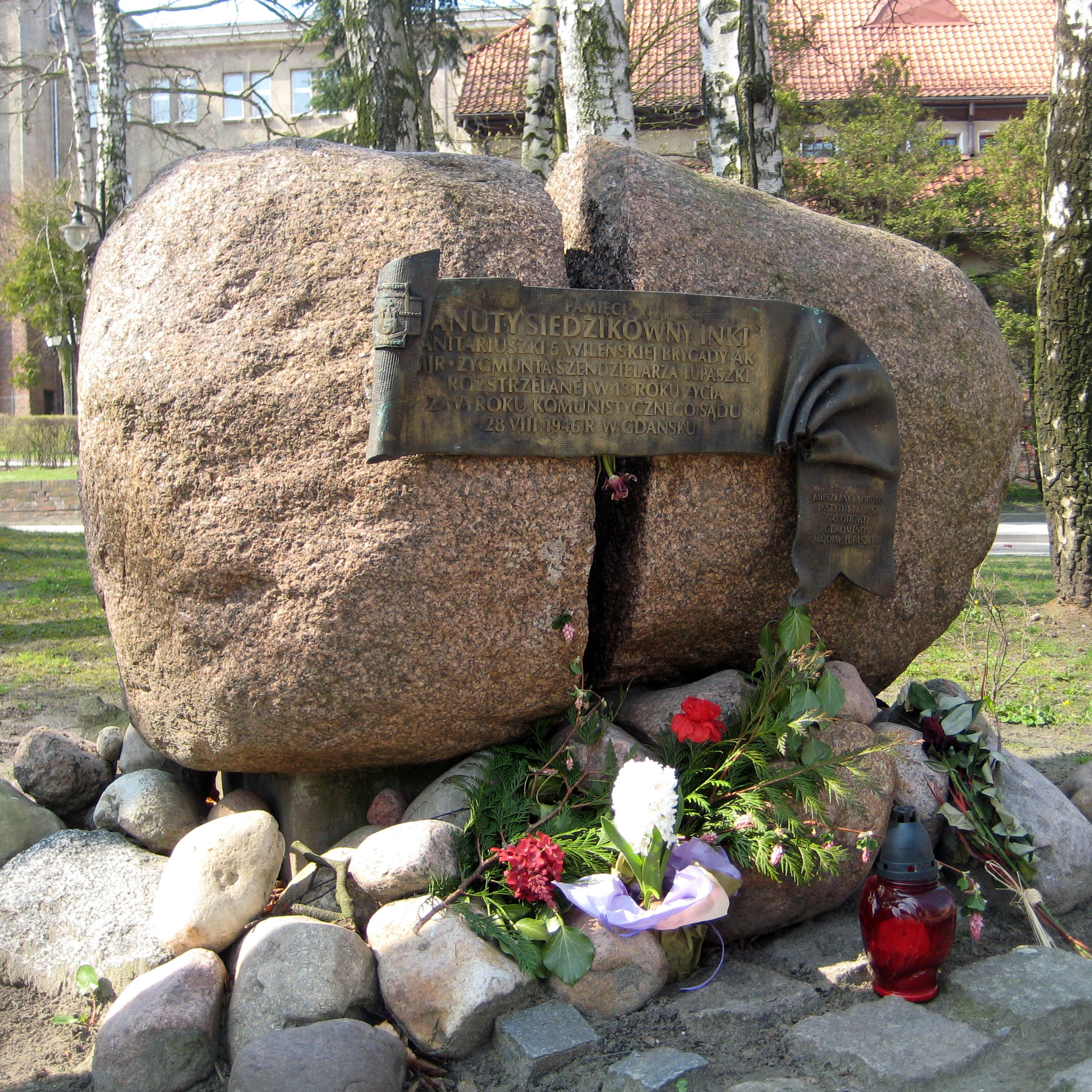
Памятный камень в честь Дануты Седзикувны